# GNU Radio
GNU Radio — вільна платформа цифрової обробки сигналів.  GNU Radio являє собою набір програм і бібліотек, які дозволяють створювати довільні радіосистеми, схеми модуляції, форма прийнятих і відправляються сигналів в яких задаються програмно, а для захоплення і генерації сигналів застосовуються найпростіші апаратні пристрої.  Проект поширюється під ліцензією GPLv3.  Код більшості компонентів GNU Radio написаний на мові Python, а частини, критичні до швидкодії і часу затримки, написані на мові С++, що дозволяє використовувати пакет при вирішенні завдань у режимі реального часу. 
У комбінації з універсальними програмованими прийомопередавачами USRP2, що не прив'язаними до смуги частот і типів модуляції сигналу, платформа може бути використана для створення таких пристроїв, як базові станції для GSM мереж, пристрої для дистанційного читання RFID-міток (електронні посвідчення і пропуски, смарт-карти), GPS-ресивери, Wi-Fi, приймачі та передавачі FM-радіо, TV-декодери, пасивні радари, спектральні аналізатори тощо.  Крім USRP, пакет може використовувати й інші апаратні компоненти для вводу і виводу сигналів, наприклад, доступні драйвери для звукових карт, TV-тюнерів, пристроїв Softrock, Comedi, Funcube і S-Mini. 
До складу також входить колекція фільтрів, канальних кодеків, модулів синхронізації, демодуляторів, еквалайзерів, голосових кодеків, декодерів і інших елементів, необхідних для створення радіосистем.  Зазначені елементи можуть бути використані як цеглинки для компонування готової системи, що у поєднанні з можливостями за визначенням потоків даних між блоками, дозволяє проектувати радіосистеми навіть без навичок програмування.